# Смоленская областная дума
Смоленская областная дума — законодательный (представительный) однопалатный орган государственной власти Смоленской области, является постоянно действующим высшим и единственным органом законодательной власти области.
Состоит из 48 депутатов, избираемых на основе всеобщего равного и прямого избирательного права при тайном голосовании по смешанной системе. Срок полномочий депутатов одного созыва составляет пять лет.
Находится в Смоленске в здании администрации Смоленской области (ранее «Дом Советов») на площади Ленина.

## Действующий созыв
Выборы депутатов Смоленской областной думы 6 созыва состоялись 9 сентября 2018 года. По смешанной системе (24 проп. + 24 маж.) были избраны 48 депутатов. Проголосовало 23,67 % избирателей. На первом заседании, состоявшемся 27 сентября 2018 года, председателем думы был единогласно избран Игорь Ляхов («Единая Россия», руководитель регионального отделения партии)
| Фракция             | Руководитель                 | Кол-во депутатов |
| ------------------- | ---------------------------- | ---------------- |
| Единая Россия       | Дементьев Николай Алексеевич | 26               |
| КПРФ                | Валерий Кузнецов             | 12               |
| ЛДПР                | Сергей Леонов                | 6                |
| Справедливая Россия | Константин Давыкин           | 2                |
| Партия Пенсионеров  | Сергей Карпов                | 2                |

## История
Первое упоминание о представительных собраниях на Смоленщине относится к XII веку. При князе Ростиславе Мстиславиче действовало вече как орган представителей власти, который оказывал большое влияние на князя. Вече в Смоленске просуществовало до XV века, и по своей сути являлось "главой земли наравне с князем, и если вече уступало, то только после энергичного с его стороны сопротивления под давлением внешней силы". Активное развитие народные представительства получили в XIX веке. На основе земской реформы 1864 года в Смоленске были созданы губернское и смоленское земства. Земские гласные (депутаты) переизбирались один раз в три года. Земство занималось так называемыми местными делами: народным образованием, организацией медицинского обслуживания населения, оказанием агрономической и ветеринарной помощи населению, обеспечением народа продовольствием в случае неурожая и т.д. Распорядительными органами городского самоуправления были городские думы, исполнительными — городские управы, избранные думами.
В октябре 1993 года на основании Указа Президента РФ "О реформе представительных органов власти и органов местного самоуправления в Российской Федерации" Смоленский областной Совет народных депутатов был распущен. Как представительный орган власти Смоленской области Смоленская областная Дума была создана на основании Указов Президента РФ от 22.10.1993 № 1723 "Об основных началах организации государственной власти в субъектах Российской Федерации" и от 27.10.1993 № 1765 "Об утверждении Основных положений о выборах в представительные органы государственной власти края, области, города федерального значения, автономной области, автономного округа", во исполнение которых были приняты постановления Главы Администрации Смоленской области от 10 января 1994 года "О представительном (законодательном) органе государственной власти Смоленской области" и "Об утверждении Временного положения о Смоленской областной Думе и Положения о выборах в Смоленскую областную Думу". Выборы депутатов в Смоленскую областную Думу первого созыва прошли 20 марта 1994 года. Срок ее полномочий был определен в 2 года. Председателем областной Думы избран С.В.Антуфьев. На основании Указа Президента РФ от 17 сентября 1995 года "О выборах в органы государственной власти субъектов Российской Федерации и в органы местного самоуправления" депутаты Смоленской областной Думы первого созыва продлили срок своих полномочий до декабря 1997 года. 21 декабря 1997 года на основании Устава Смоленской области и областного закона "О выборах депутатов Смоленской областной Думы", прошли выборы в Смоленскую областную Думу второго созыва. Председателем областной Думы второго созыва избран В.И.Анисимов.

## Комитеты
- Комитет по законности и правопорядку
- Комитет по экономическому развитию и инвестициям
- Комитет по бюджету, налогам и финансам
- Комитет по социальной политике
- Комитет по имущественным и земельным отношениям, природопользованию
- Комитет по вопросам агропромышленного комплекса
- Комитет по вопросам местного самоуправления, государственной службы и связям с общественными организациями

## Полномочия
- принимает Устав Смоленской области и поправки к нему;
- осуществляет законодательное регулирование по предметам ведения Смоленской области и предметам совместного ведения Российской Федерации и субъектов Российской Федерации в пределах полномочий субъекта Российской Федерации;
- заслушивает ежегодные отчеты Губернатора Смоленской области о результатах деятельности Администрации Смоленской области, в том числе по вопросам, поставленным Смоленской областной Думой;
- заслушивает Губернатора Смоленской области по вопросам исполнения областных законов, областного бюджета, постановлений Смоленской областной Думы, принятых в пределах ее компетенции и реализацию которых обеспечивает Губернатор Смоленской области, реализации целевых программ и планов социально-экономического развития области;
- вправе от имени Смоленской области как субъекта Российской Федерации выступать с законодательной инициативой в Государственную Думу Федерального Собрания Российской Федерации;
- осуществляет наряду с другими уполномоченными на то органами контроль за соблюдением и исполнением областных законов, исполнением областного бюджета, исполнением бюджетов территориальных государственных внебюджетных фондов Смоленской области, соблюдением установленного порядка распоряжения государственной собственностью Смоленской области;
- осуществляет иные полномочия, установленные Конституцией Российской Федерации, федеральными законами, Уставом Смоленской области и областными закон

## Председатели Думы
| Имя                                | Срок полномочий                   | Созыв   |
| ---------------------------------- | --------------------------------- | ------- |
| Сергей Владимирович Антуфьев       | 14 апреля 1994 — 6 января 1998    | I       |
| Владимир Иванович Анисимов         | 6 января 1998 —23 мая 2006        | II, III |
| Анатолий Иванович Мишнев           | 6 июля 2006 — 23 ноября 2012      | III, IV |
| Николай Николаевич Мартынов (врио) | 23 ноября 2012 — 26 сентября 2013 | IV      |
| Игорь Васильевич Ляхов             | с 26 сентября 2013                | V, VI   |

## Представитель в Совете Федерации от Смоленской областной Думы
- Малащенков Артём Сергеевич — с 29 сентября 2023 года